# Борис Коев
Борис Георгиев Коев е български актьор.

## Биография
Роден е в град Варна, Република България, но израства в град София.
Завършва 133-то средно училище „А. С. Пушкин“ в град София и НАТФИЗ „Кръстю Сарафов“ със специалност „Актьорско майсторство за куклен театър“ при проф. Румен Рачев през 2018 г.
Играе в Държавния куклен театър във Варна и „Сити Марк Арт Център“.
Участва в късометражния филм „Целомъдрие“, където си партнира с Руси Чанев.
През 2022 г. озвучава Крипто (озвучен в оригинал от Дуейн Джонсън) в компютърно анимирания филм „DC Лигата на супер-любимците“, записан в студио „Александра Аудио“.

## Участия в театъра
Общински драматичен театър – град Кюстендил
- 2015 – Съдията в „Лавина“ от Тунджер Джудженоглу – режисьор проф. Румен Рачев и доц. Боряна Георгиева[4]

Куклен театър НАТФИЗ
- „Театрален концерт“ – постановка Румен Рачев, режисьор Боряна Георгиева[5][6]
- „Кино-театър Българан“, авторски спектакъл на проф. Румен Рачев и доц. Боряна Георгиева[7][8]
- „По пътя...“ – режисьор проф. д-р Любомир Гърбев[9]

Сити Марк Арт Център
1. „При закрити врати“ от Жан-Пол Сартр – режисьор Камен Коев[10]
2. „План Б“ – постановка Михаил Милчев[11][12][13]
3. „Чехов търси талант“ от Нийл Саймън – постановка Михаил Милчев[14][15]

Държавен куклен театър – Варна
1. 2017 – „Малката русалка“ от Ханс Кристиан Андерсен – постановка Тезджан Ферад-Джани[16]
2. „Три диоптъра щастие“, авторски спектакъл на Боян Иванов[17]
3. „Цветната полянка“ от – автор и постановка Вера Стойкова[18]
4. „Палечка“ от Ханс Кристиан Андерсен – постановка Бисерка Колевска[19]
5. „Приключенията на Лукчо“ от Джани Родари – режисьор Бисерка Колевска[20][21][22]
6. „Градинката на Пухчо“ – автор и режисьор Вера Стойкова[23]
7. 2019 – „Лисугерът“ по Славомир Мрожек – режисьор Пламен Марков[24][25]
8. 2019 – „Коледни желания“ – режисьор Вера Стойкова[26]

## Дублаж
- „DC Лигата на супер-любимците“ (2022) – Крипто (Дуейн Джонсън)[27][28][29]

## Гостувания в телевизионни предавания
- 23 август 2018 г. – „Щрихи в утрото“, телевизия „Черно море“[30]